# Queen: The eYe
Queen: The eYe è un videogioco 3D di azione/avventura pubblicato nel 1998 da Electronic Arts. La colonna sonora è del gruppo rock britannico Queen.

## Modalità di gioco
Il gioco è ambientato in un futuro in cui il mondo è governato da una macchina onniveggente chiamata "The eYe" che ha eradicato qualsiasi cosa possa promuovere la creatività.
Il protagonista del gioco è Dubroc, un agente segreto che lavora per The eYe, che nel corso di un'indagine ha riscoperto un database di musica hip hop ed è condannato a morte nello show televisivo The Arena, in cui il concorrente combatte contro i campioni dell'arena, gli "Osservatori". Da lì parte la ricerca di Dubroc per distruggere The eYe.
La trama del gioco sembra somigliare molto a quella di We Will Rock You, l'ultimo musical dei Queen.
Il gioco consta di cinque CD, contenenti i remix elettronici in versione strumentale di molti brani dei Queen ed è considerato un pezzo da collezione.
Nonostante la popolarità dei Queen il gioco non ebbe successo di vendite a causa della trama poco avvincente, la scarsa pubblicità e la grafica ormai datata già al momento della pubblicazione.